# Nマシン
Nマシン（えぬマシン、英: N-Machine）は、単極誘導を応用した装置。

## 概要
マイケル・ファラデーによって1821年に単極誘導電動機、1832年に単極誘導発電機を基に単極誘導が発見され、その後、ジャイロスコープの研究をしていたブルース・デパルマ（Bruce DePalma）によってNマシンが考案された。
Nマシンは単極誘導発電機の一種で磁極が配置された円柱状磁石に対し、同軸上に導体円盤を配置して軸回りに回転させると、中心軸と円盤の辺縁部との間に誘導起電力（電圧）が発生して回路を構成すると中心部と辺縁部間に誘導電流が流れる。
発生する電圧が非常に低く、数キロワットレベルの装置ですら電圧は２ボルトに満たず、電圧を上げるためには直径を大きくするか回転数を上げなければならないが、どちらの場合も外周側の接点の摩擦の問題が無視出来なくなってくる。
インドの原子力庁に勤めるパラマハムサ・テワリ（Paramahamsa Tewari）はデパルマから情報を得て、Ｎマシンの実用機の研究開発に着手した。日本では通産省工業技術院電子技術総合研究所の猪股修二とカザマ技研開発が研究を進めた。